# Дінгдорф
Дінгдорф (нім. Dingdorf) — громада в Німеччині, розташована в землі Рейнланд-Пфальц. Входить до складу району Бітбург-Прюм. Складова частина об'єднання громад Прюм.
Площа — 3,81 км2. Населення становить 111 ос. (станом на 31 грудня 2020).